# Louis Thiétard
Louis Thiétard (* Anzin, 31 de mayo de 1910 - † Saint-Gilles-Croix-de-Vie, 21 de enero de 1998). Fue un ciclista francés, profesional entre 1932 y 1950, cuyos mayores éxitos deportivos los obtuvo en la Vuelta a España donde obtuvo 2 victorias de etapa en la edición de 1942.

## Palmarés
| 1934 - 1.º en la París-Camembert - 1.º en la París-Hénin Liétard - 1.º en la París-Laigle 1935 - Tour de Doubs - 1 etapa del Circuit des Deux-Sèvres 1937 - 1.º en Polymultipliée 1938 - 1.º en el Tour de Mosela - 1.º en el Circuit de Lorena 1939 - Paris-Caen | 1942 - 2 etapas de la Vuelta a España - 1.º en el Gran Premi de l'Auto - 1.º en el encuentro Franco-Belga - Vencedor de una etapa del Circuito del Norte 1943 - 1.º en el Gran Premio d'Aix en Provence 1945 - Paris-Caen - 1.º en el Gran Premio François-Faber 1946 - 1 etapa en la Vuelta a Suiza - Campeón de Francia de contrarreloj - 1.º en el Gran Premio de Europa en Lyon 1947 - 1.º en el Premio de Arras - 1.º en el Premio de Moutiers |

### Resultados en el Tour de Francia
- 1935. 36.º de la clasificación general
- 1936. 13.º de la clasificación general
- 1937. Abandona (6.ª etapa)
- 1939. 17.º de la clasificación general
- 1947. Abandona (1.º etapa)
- 1948. 8.º de la clasificación general
- 1949. Abandona (4.ª etapa)

### Resultats a la Vuelta a España
- 1942. 15è de la clasificación general general y vencedor de 2 etapas